# عدي الجفال
عدي عبد الجفال المعروف عادة باسم عدي الجفال (مواليد 27 مايو 1990 في دير الزور، سوريا) هو لاعب كرة قدم سوري يلعب كلاعب وسط. مثّل منتخب سوريا لكرة القدم. بدأ عدي الجفال مسيرته الرياضية عام 2007.

## الأهداف الدولية
| الهدف | التاريخ        | المكان           | الخصم    | النتيجة | الحصيلة | المنافسة                                 |
| ----- | -------------- | ---------------- | -------- | ------- | ------- | ---------------------------------------- |
| 1     | 14 نوفمبر 2010 | المنامة، البحرين | البحرين  | 2–0     | 2–0     | ودية دولية                               |
| 2     | 15 نوفمبر 2013 | طهران، إيران     | سنغافورة | 3–0     | 4–0     | تصفيات كأس آسيا 2015                     |
| 3     | 5 يونيو 2015   | السيب، عمان      | عمان     | 1–0     | 2–0     | ودية دولية                               |
| 4     | 3 سبتمبر 2015  | مسقط، عمان       | سنغافورة | 1–0     | 1–0     | تصفيات كأس العالم لكرة القدم 2018 (آسيا) |
| 5     | 2 أكتوبر 2015  | مسقط، عمان       | عمان     | 1–2     | 1–2     | ودية دولية                               |

## الإنجازات
نفط الوسط
- الدوري العراقي الممتاز: 2014–15

 الزوراء
- الدوري العراقي الممتاز: 2015–16

## روابط خارجية
- عدي الجفال على موقع الاتحاد الدولي (مؤرشف)  (الإنجليزية)
- عدي الجفال على موقع قاعدة بيانات كرة القدم.إي يو (الإنجليزية)
- عدي الجفال على موقع ناشيونال فوتبول تيمز (الإنجليزية)
- عدي الجفال على موقع Soccerway.com (الإنجليزية)
- عدي الجفال على موقع كووورة